# Baran-Gajówka
Baran-Gajówka – osada leśna w Polsce położona w województwie świętokrzyskim, w powiecie kieleckim, w gminie Mniów.